# Вогнемет

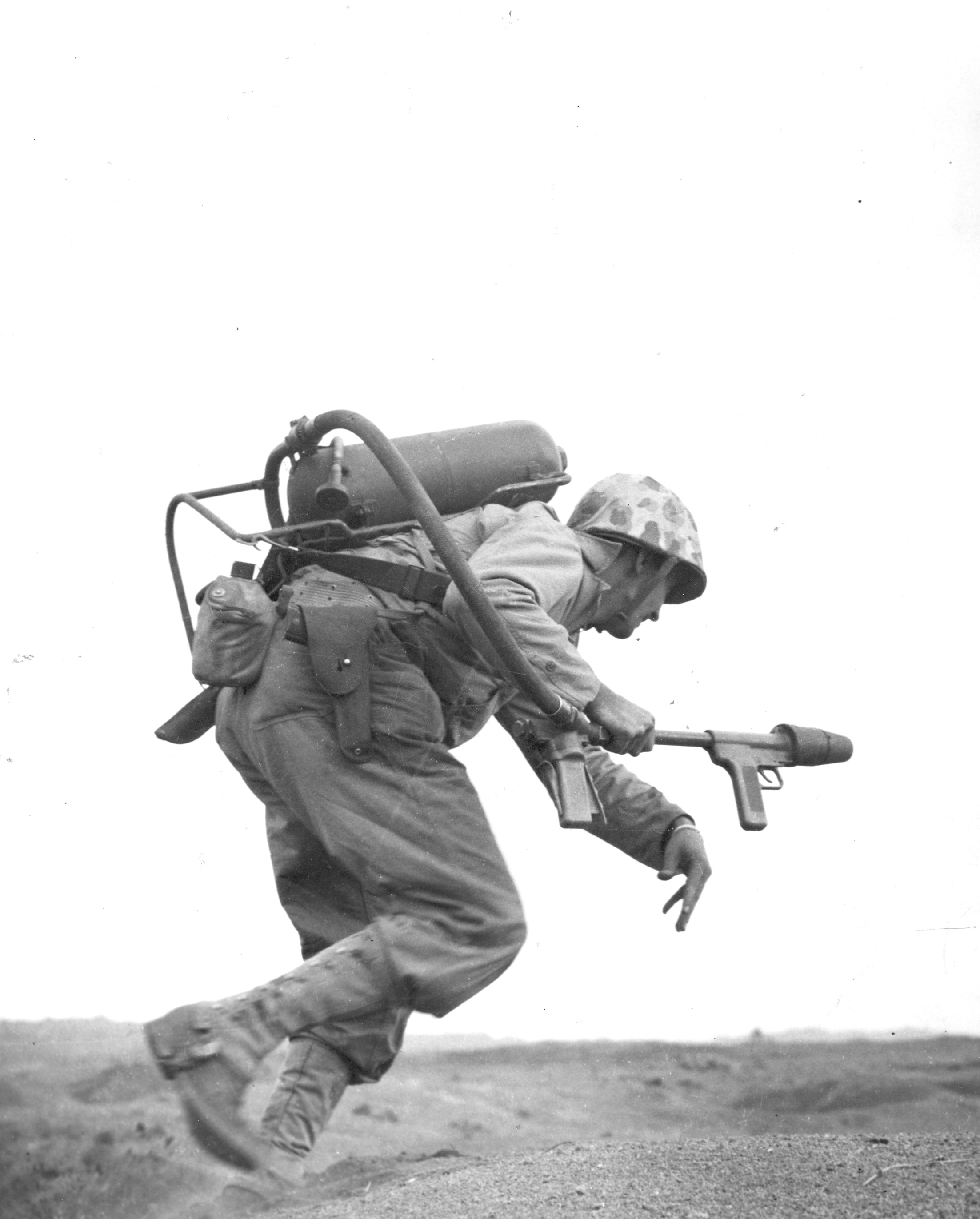
Солдат-вогнеметник США у Другій світовій війні.

Вогнеме́т — це далекобійний запальний пристрій, призначений для створення контрольованого струменя вогню. Вперше застосовані Візантійцями у VII столітті н. е., вогнемети почали широко використовуватися в новітній час під час Першої світової війни, та більш масово під час Другої світової війни як тактична зброя проти укріплень.
Більшість військових вогнеметів використовують рідке паливо, зазвичай бензин або дизель, а комерційними вогнеметами здебільшого є паяльні лампи, які використовують газове паливо, таке як пропан; гази є безпечнішими для цивільного використання, тому що їх полум'я має меншу масову витрату та швидше розсіюється, а також їх легше загасити, коли це необхідно.

## Історія

### Перші «класичні» вогнемети

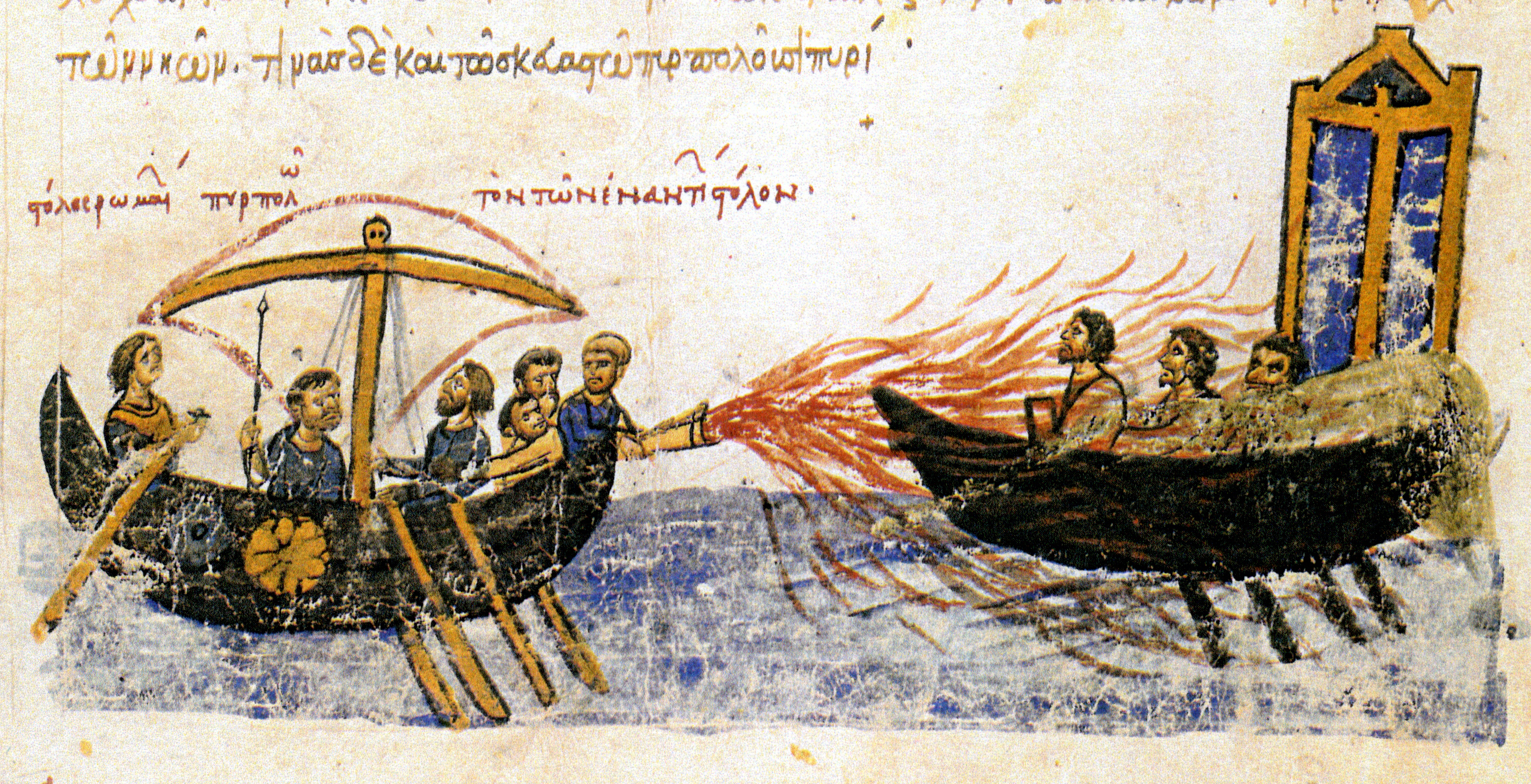
«Грецький вогонь» — предтеча сучасних вогнеметів.

Прототипом вогнемета можна вважати «грецький вогонь» — стародавню зброю, за допомогою якої візантійці підпалювали судна супротивника в морських битвах. 
Китайські вогнемети в X столітті могли безперервно викидати полум'я, завдяки використанню двопоршневого механізму, що розробили ще з часів династії Хань (206 р. до н. е. – 220 р. н. е.). Китайський двопоршневий вогнемет від грецького вогнемета, для запалювання яких потрібен був вогонь, відрізнявся тим, що для його дії використовувався механізм запалу з порохом.
Вогнемети сучасного типу з'явилися на початку XX століття і широко використовувалися вже в Першу світову війну для знищення укріплень і блокгаузів супротивника. Виявилось, що вогнемет має не лише механічний, але і психологічний ефект. Були випадки, коли ворожі солдати тікали, зачувши про вогнеметників. Саме тому брати в полон «вогняних стрільців» було не прийнято.

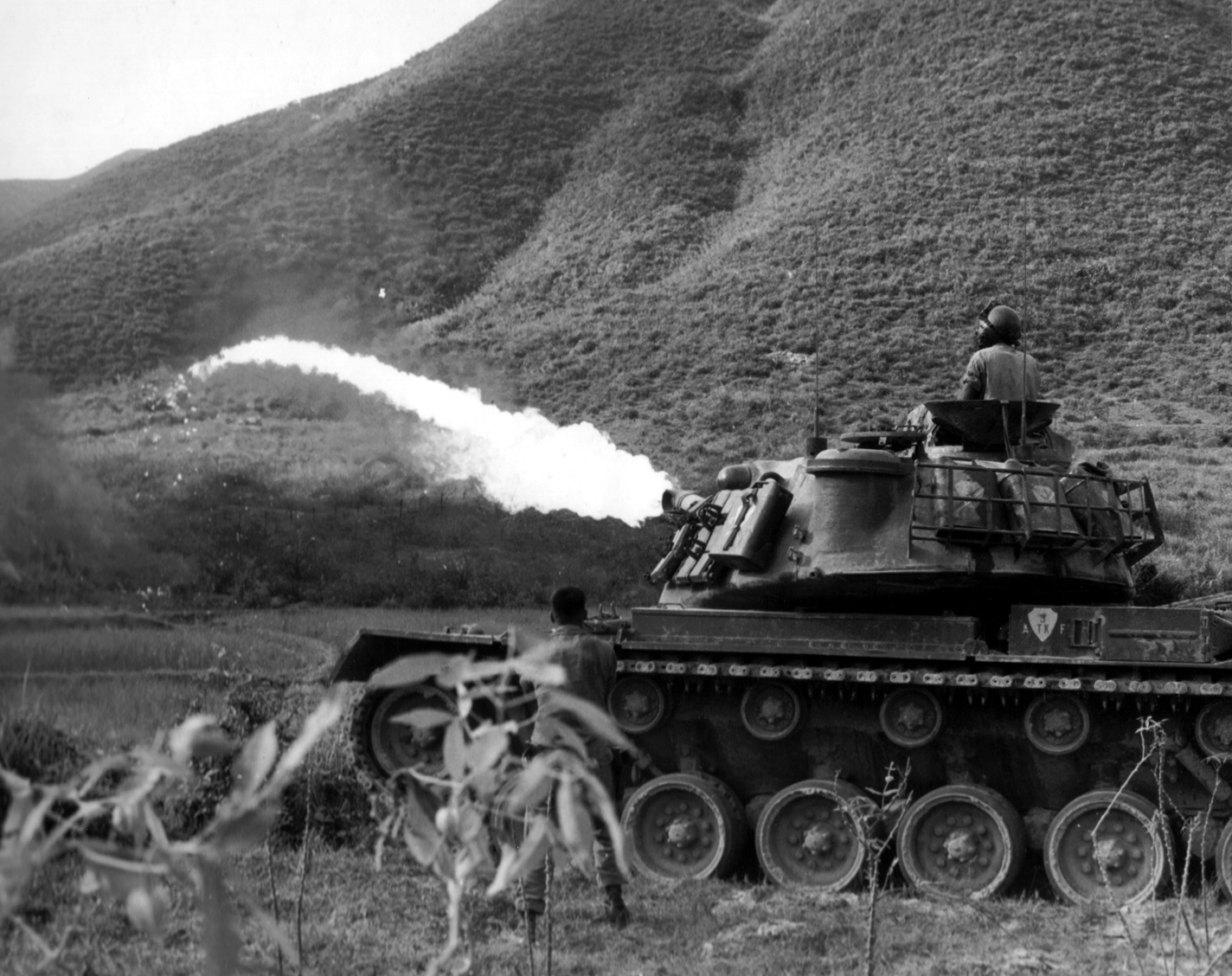
Вогнеметний танк США у В'єтнамський війні.

На початок Другої світової війни вогнемети перебували на озброєнні більшості розвинених країн. У Радянській армії ранцевими вогнеметами озброювалися інженерно-штурмові частини РВГК. Танковими вогнеметами оснащувалися машини на базі Т-26, Т-34, КВ, які у СРСР називалися «хімічними танками».
Ранцеві вогнемети мали вельми посередню дальність стрільби. Вогняна суміш викидалася під дією стислого повітря. Проте на початок Другої світової війни були розроблені могутні фугасні вогнемети, в яких необхідний тиск створювався шляхом вибуху порохової шашки. Вогнемет став простіший у виготовленні, при цьому дальність ураження зросла. У нових танкових вогнеметах, наприклад, радянських АТО-41 і АТО-42, замість порохової шашки використовувався холостий постріл від 45-мм гармати.
Якщо ранцеві і танкові вогнемети в першу чергу використовуються для знищення вогневих точок, а також — відкрито розташованої живої сили супротивника, то фугасні вогнемети застосовувалися і проти танків.

### Реактивні вогнемети
Проблемою «класичного» вогнемета була незначна дальність ефективної стрільби 50-200 метрів. Навіть при створенні високого тиску ця проблема не знімалася, оскільки вогнева суміш у польоті згорала, так що цілі досягала лише її половина. Що більшою була відстань до цілі, то менше вогняна суміш могла її подолати. Частково проблему вирішували збільшенням кількості суміші, що викидалася, і підвищенням робочого тиску. Але подібні нововведення були небезпечними і мали свої межі. Рішення було знайдене у вигляді реактивного вогнемета. З нього до цілі посилався не струмінь рідини, що горить, а снаряд — ємність з вогняною сумішшю. Ця суміш спалахувала тільки тоді, коли снаряд досягав цілі.
Приклад реактивного вогнемета — радянський РПО-А, відомий, також, як «РПО-А „Джміль“». Для РПО-А розроблено 3 види зарядів. У сучасних реактивних вогнеметах як вогняна суміш застосовуються термобаричні сполуки. При попаданні реактивного снаряду в ціль суміш спочатку розпилюється в певному об'ємі, а потім підривається. При цьому в області вибуху значно зростають температура і тиск (звідси і назва сумішей — грец. therme — тепло, жар; грец. baros — тяжкість, тиск).

### Відео
- Video#1 [Архівовано 2 листопада 2010 у Wayback Machine.]
- Video#2

### Мережеві посилання
- First World War.com: Weapons of War: Flamethrowers [Архівовано 17 квітня 2021 у Wayback Machine.]
- WEAPONS OF THE WORLD WAR II GYRENE: Flamethrowers
- Howstuffworks «How Flamethrowers Work» [Архівовано 19 вересня 2020 у Wayback Machine.]
- Jaeger Platoon: Portable flame-throwers [Архівовано 7 травня 2021 у Wayback Machine.]
- Slate article from October 2001, «Why we should consider using flamethrowers in Afghanistan»
- A history of flamethrowers [Архівовано 11 грудня 2020 у Wayback Machine.]
- Image of flamethrower in use [Архівовано 24 лютого 2021 у Wayback Machine.]
- Images, including a tank-mounted flamethrower's nozzle [Архівовано 5 травня 2020 у Wayback Machine.]
- Image of vehicle-mounted pump flamethrower[недоступне посилання з червня 2019]
- The Pen Huo Qi [Архівовано 23 лютого 2013 у Wayback Machine.]